# Alonso de Ercilla y Zúñiga
Alonso de Ercilla y Zúñiga (Madrid, 7 d'agost de 1533- 29 de novembre de 1594) fou un poeta espanyol. La seva obra més important fou La Araucana.

## Biografia
Nascut a Madrid el 7 d'agost de 1533 com el tercer fill d'una família amb orígens bascos. El seu pare fou el doctor Fortún García de Ercilla, biscaí de família noble originari de Bermeo i establert a la cort com a jurisconsult, així com a membre del consell i la cambra de l'emperador Carles V. La seva mare fou Leonor de Zúñiga, guardadames de l'emperadriu Isabel de Portugal, originària de Nájera i senyora de Bobadilla, un estat que després de la mort del seu marit va revertir a la Corona.
Es crià al palau reial a l'ombra de la seva mare i com a patge del futur Felip II quan era príncep d'Astúries. La seva educació fou molt destacada, comptà amb mestres doctes i gaudí d'una vida plena de viatges en una cort encara itinerant, que li permeteren relacionar-se amb importants personalitats d'arreu. Segons les descripcions, era un nen amb enginy i intel·ligència, bon criteri i bel·licós, aspectes que millorà amb els seus estudis i perfeccionà amb diversos viatges que realitzà tant a diversos països europeus i Amèrica. A Europa, recorregué moltes províncies d'Espanya, els estats italians i alemanys, els regnes de França i Anglaterra, les regions d'Àustria, Estíria i Caríntia, i fins i tot Moràvia, Silèsia i Hongria. Com a patge del príncep l'acompanya en els seus viatges: el 1547 travessaren Itàlia i el Sacre Imperi fins a Flandes, on Felip prengué possessió del ducat de Brabant i, més tard, del ducat de Luxemburg. El 1551 tornaren a Espanya i el 1554 tornaven a emprendre un viatge que els va dur fins a Anglaterra, on s'havien de fer els preparatius per al casament de l'hereu amb la reina Maria d'Anglaterra.
El 1555, a Londres conegué a l'adelantado Jerónimo de Alderete, qui li explicà les seves aventures a terres americanes, concretament del Perú i de Xile, la primera per la deslleialtat d'Hernández Girón i la segona per les ànsies de independència dels araucans. Tant l'interessà el relat, que s'allistà en l'esquadra que es feia a la mar el 15 d'octubre de 1555. I allà en la pròpia terra dels araucans, inicià el seu poema que després continuaria, en les seves últimes parts, al seu retorn.

### Matrimoni
Es casà als voltants de gener de 1570 a Madrid amb María Bazán, fill de Gil Sánchez Bazán i de Margarita de Ugarte, emparentada amb els marquesos de Santa Cruz i dama de la princesa Joana d'Àustria. Foren padrins del seu enllaç la reina Anna d'Àustria i germà d'aquesta, el futur emperador Rodolf II, que s'estava formant a Espanya. Segons les fonts no van tenir descendència legítima, però sí en tingué fora del matrimoni, tanmateix se l'hi havia atribuït erròniament la paternitat de Margarita de Zúñiga, que realment fou la seva germana.

## L'obra

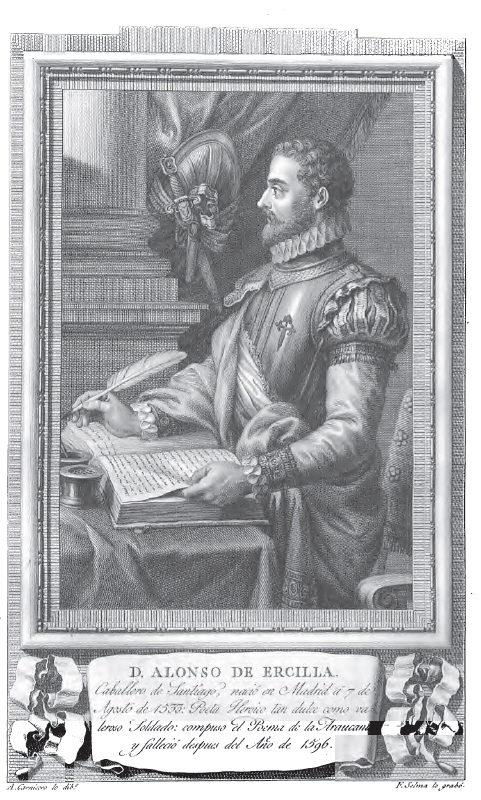
Imatge d'Alonso de Ercilla.

Ercilla, que pot ser considerat com la primera veu poètica de l'ànima americana, fou poeta per a una sola obra, i amb ella passà a la immortalitat com un dels artífexs del poema històric espanyol. De caràcter aventurer, fou un cronista extraordinari de la lluita dels araucans per la seva independència, i dels fets espanyols més notables de la seva època. Guerrer, historiador i poeta, el seu vers, desigual per la seva condició narrativa, seguí els camins clàssics, i tingué una força d'expressió i un vigor expositiu de verdader mèrit.
La seva obra mestra és La Araucana, un poema èpica compost de 37 cants, on descriu les dificultats que tingueren els espanyols durant la insurrecció a Arauco, i els fets heroics dels nadius i dels seus companys espanyols. L'èpica participa del caràcter de la història, i l'autor s'adhereix amb una extraordinària fidelitat a la realitat, que els historiadors han considerat aquesta obra com un retrat fidel dels fets que s'hi relaten. En els diversos cants, l'art de contar històries es conduït fins a la perfecció. Els llocs són descrits de forma admirable, les dates són acurades, i els costums dels nadius són exposats fidelment, donant a la narrativa animació i color. El poema fou publicat en tres parts, la primera va aparèixer el 1569, la segona el 1578 i la tercera el 1590. La primera part fou escrita a Amèrica i les restants a Espanya, hi combina, a la manera de Tasso i Ariosto, elements històrics i fantàstics, encara que el novel·lesc, la pura ficció i la reminiscència clàssica –sobre tot de Virgili— contrasten amb l'ambient de crònica de l'obra.
Però així i tot, aquesta la seva única obra tingué la virtut de fer sorgir una vasta literatura de poemes heroics ultramarins, més notable per la seva abundància que pel valor dels seus fruits. Amb La Araucana –que deixà inacabada-- inicià en la literatura moderna la elevació de la història a la categoria d'epopeia.
Per això, i malgrat el desigual del seu vers, se’l pot considerar una de les més pures glòries de la poesia èpica espanyola de tots els temps.
Segons José Antonio Álvarez, es diu que començà a escriure un altre poema anomenat Victorias, y hazañas de Don Alvaro Bazan, Marques de Santa Cruz, però es desconeix si finalment acabà l'obra, perquè ni tan sols s'arribà a localitzar cap mena de fragment.

## Fragments deLa Araucana

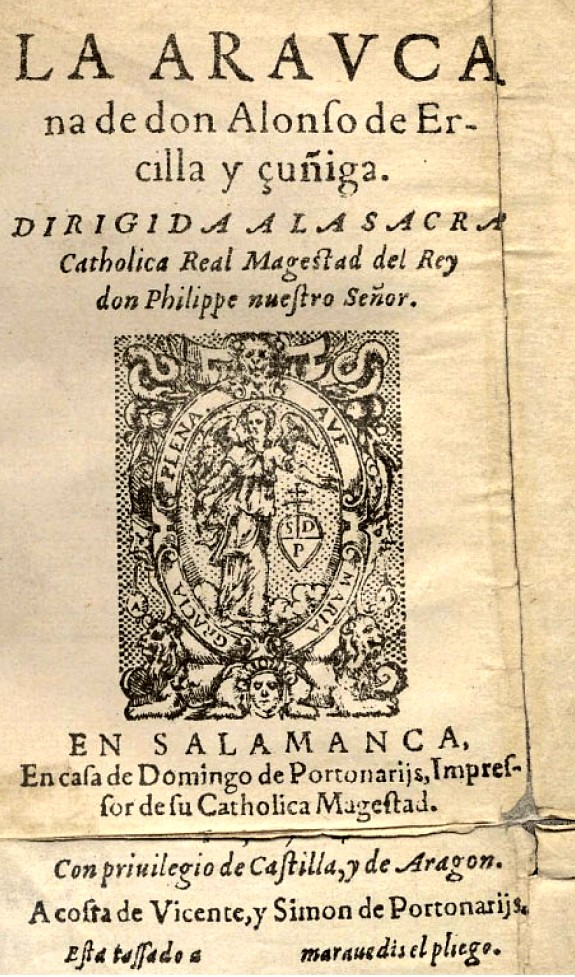
Portada de La Araucana.

### Primera part, Cant II
| « | Con un desdén y muestra confiada asiendo del troncón duro y ñudoso, como si fuera vara delicada, se le pone en el hombro poderoso. La gente enmudeció, maravillada de ver el fuerte cuerpo tan nervoso; la color a Lincoya se le muda, poniendo en su victoria mucha duda. El bárbaro sagaz de espacio andaba, y a toda prisa entrava el claro día; el sol las largas sombras acortaba, mas él nunca descrece en su porfía; al ocaso la luz se retiraba ni por esto flaqueza en él había; las estrelles se muestran claramente, y no muestra cansancio aquel valiente. Salió la clara Luna a ver la fiesta del tenebroso albergue húmedo y frío, desocupado el campo y la floresta de un negro velo lóbrego y sombrío Caupolicán no afloja de su apuesta, antes con mayor fuerza y mayor brío se mueve y representa de manera como si peso alguno no trujera | » |

Tornat a Espanya i morta la seva mare, va recórrer de nou les terres de Flandes fins a establir-se definitivament a Madrid, on morí el 29 de novembre de 1594.